# Chukwudiebere Maduabum
Chukwudiebere Arthur Maduabum (Lagos, 19 marzo 1991) è un cestista nigeriano.

## Carriera da professionista

### NBA D-League e NBA
Il 18 marzo 2011 è stato acquistato dai Bakersfield Jam della NBA Development League. Ha fatto registrare una media di 0,7 punti e 1,0 stoppate in tre partite.
Il 23 giugno 2011 è stato selezionato con la 56ª scelta assoluta nel draft NBA dai Los Angeles Lakers. I suoi diritti furono successivamente scambiati con i Denver Nuggets.
Il 24 gennaio 2012 è stato riacquistato dai Bakersfield Jam. Tuttavia, è stato successivamente tagliato il 1 ° febbraio 2012 dopo una sola partita a causa di un infortunio.
Nel luglio 2012 ha disputato la Summer League NBA con i Denver Nuggets, tenendo una media di 2,3 punti e 2,7 rimbalzi in tre partite.
Il 19 febbraio 2015 i Nuggets hanno scambiato i suoi diritti, insieme a JaVale McGee e a una futura prima scelta, ai Philadelphia 76ers.
Il 18 febbraio 2016 i 76ers hanno scambiato i suoi diritti con gli Houston Rockets come parte di uno scambio a tre squadre con i Detroit Pistons. Lo scambio venne però annullato perché Donatas Motiejūnas non superò i test medici.
Il 15 luglio 2016 i 76ers hanno ceduto i suoi diritti ai Cleveland Cavaliers, in cambio di Saša Kaun e di una somma in denaro.

### Qatar
Nel gennaio 2013 ha firmato con l'Al-Shamal del campionato D1 del Qatar dove ha segnato 9,4 punti, 8,5 rimbalzi, 3,6 stoppate e 1,0 assist in otto partite.

### Estonia
Nel novembre 2013 ha firmato con il Tallinna Kalev, in Estonia, per la stagione 2013-14. In dicembre ha lasciato Tallinna dopo tre partite della Estonian League e due partite della Baltic League.

### Mongolia
Nel gennaio 2014, ha firmato con il Khasiin Khuleguud in Mongolia per il resto della stagione 2013-14 dove è stato nominato All-Star e ha vinto il campionato.

### Ritorno in NBA D-League
Il 2 novembre 2014 è stato acquisito dai Fort Wayne Mad Ants.
Il 9 gennaio 2015 ha firmato nuovamente con il Tallinna Kalev.

### Islanda e Finlandia
Il 7 agosto 2015 ha firmato con il Keflavík della Premier League islandese dopo aver segnato 7,6 punti e 5,1 rimbalzi a partita con il Tallina Kalev.
A settembre ha firmato con la squadra finlandese del Korisliiga Tampereen Pyrintö, dove ha giocato otto partite con una media di 2,1 punti, 3,4 rimbalzi e 0,9 stoppate a partita prima di lasciare la squadra all'inizio di novembre. Ha anche giocato una partita con Pyrintö II nella prima divisione A.

### Ritorno in Mongolia
Per il resto della stagione 2015-16 ha giocato con il Gegeen Khangai Leader in Mongolia. In seguito è stato nominato nuovamente All-Star, per la seconda stagione consecutiva in Mongolia.

### Giappone
Il 21 settembre 2016 ha firmato con Kagoshima Rebnise della Seconda Divisione Giapponese. Nel luglio 2017, si è trasferito ai Cyberdyne Ibaraki Robots.

## Palmarès
- Campione MNBA (2014)
- MNBA All-Star (2014, 2016)